# Sumber Glagah
Sumber Glagah is een bestuurslaag in het regentschap Pasuruan van de provincie Oost-Java, Indonesië. Sumber Glagah telt 1939 inwoners (volkstelling 2010).